# Bosscherveld
Bosscherveld is een van de 44 buurten van de Nederlandse stad Maastricht. Het is tevens de naam van een groot en enigszins verouderd industriegebied in het noordwesten van de stad.

## Ligging
De grenzen van de buurt Bosscherveld vallen niet samen met die van het gelijknamige industriegebied. Dat laatste is veel groter en omvat behalve de buurt Bosscherveld ook een groot deel van Belvédère en een stukje van het Frontenkwartier. Vroeger werd ook Boschpoort aangeduid als Bosscherveld.
De grens tussen de buurten Bosscherveld en Frontenkwartier wordt aan de zuid- en zuidoostzijde gevormd door de Kastanjeweg, de Lage Frontweg en de Baron Des Tombeslaan. De westelijke grens met Caberg en Oud-Caberg wordt gevormd door de Cabergergerweg, de Carl Smulderssingel en de Brusselseweg. In het noorden en noordoosten vormt de Sandersweg de grens met Belvédère.

## Geschiedenis
Over de geschiedenis van dit gebied is weinig bekend. Op oude kaarten staat het aangegeven als landbouwgebied. Een klein deel in het zuiden van de buurt lag vanaf de 17e eeuw binnen de gordel van vestingwerken van Maastricht. Pas na de opheffing van de vestingstatus in 1867 konden krap gehuisveste Maastrichtse industrieën hier uitbreiden. Dat gebeurde vooral na 1885, toen in de Nieuwe Bossche Fronten de Havenkom werd aangelegd. Een deel van Bosscherveld behoorde van 1839 tot 1920 tot de gemeente Oud-Vroenhoven.

## Beschrijving
Bosscherveld is bekend als industriegebied met vooral kleinschalige ondernemingen. Op het industrieterrein Bosscherveld zijn enkele grotere werkgevers gevestigd: het chemiebedrijf BASF (voorheen: Ciba-Geigy), het metaalbedrijf Thomas Regout (een oud Maastrichts bedrijf, dat teruggaat tot de 19e eeuw) en Mondi Packaging, maar deze liggen geen van alle in de gelijknamige buurt; laatstgenoemde onderneming ligt in het Frontenkwartier; de andere twee in Belvédère. 
In de buurt bevinden zich ook enkele industriële monumenten, met name de Cokesfabriek en enkele gebouwen van de Rubberfabriek Radium.
Als woonwijk heeft Bosscherveld nauwelijks betekenis. De buurt wordt doorsneden door twee drukke verkeerswegen, die beide pas in de jaren 2013-18 zijn aangelegd: de Noorderbrugsingel (geen officiële naam) met de daarop aansluitende Fort Willemweg als belangrijke oost-westroute, en de Belvédèrelaan als belangrijke verbindingsweg met het Belgische achterland. Aan de Belvédèrelaan hebben zich enkele bouwmarkten en meubelwinkels gevestigd. In het noordelijk deel van de buurt zijn nauwelijks bedrijven gevestigd. Hier hebben zich enkele natuurgebieden ontwikkeld.

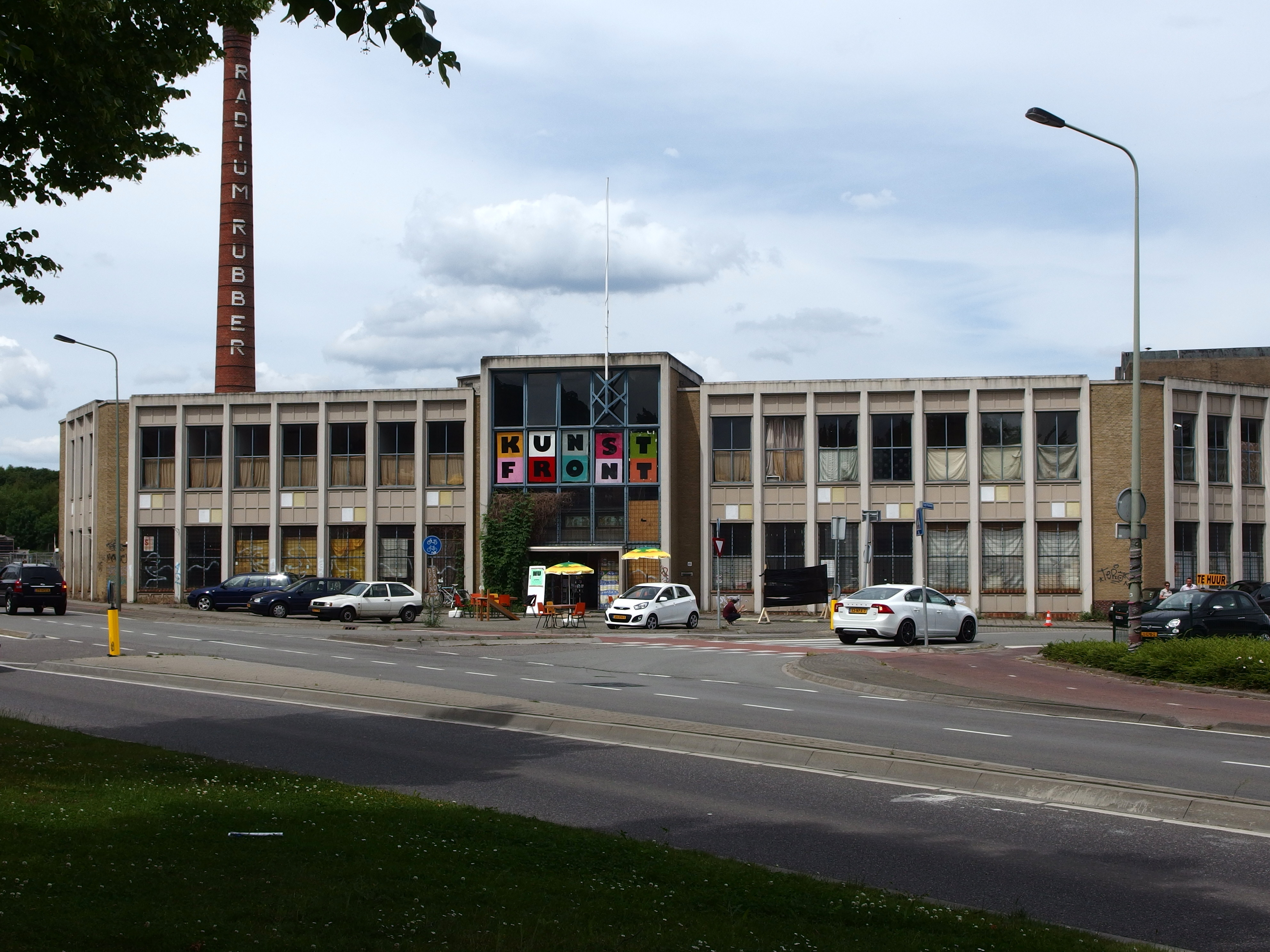
Radium Rubber, vm. kantoor en schoorsteen
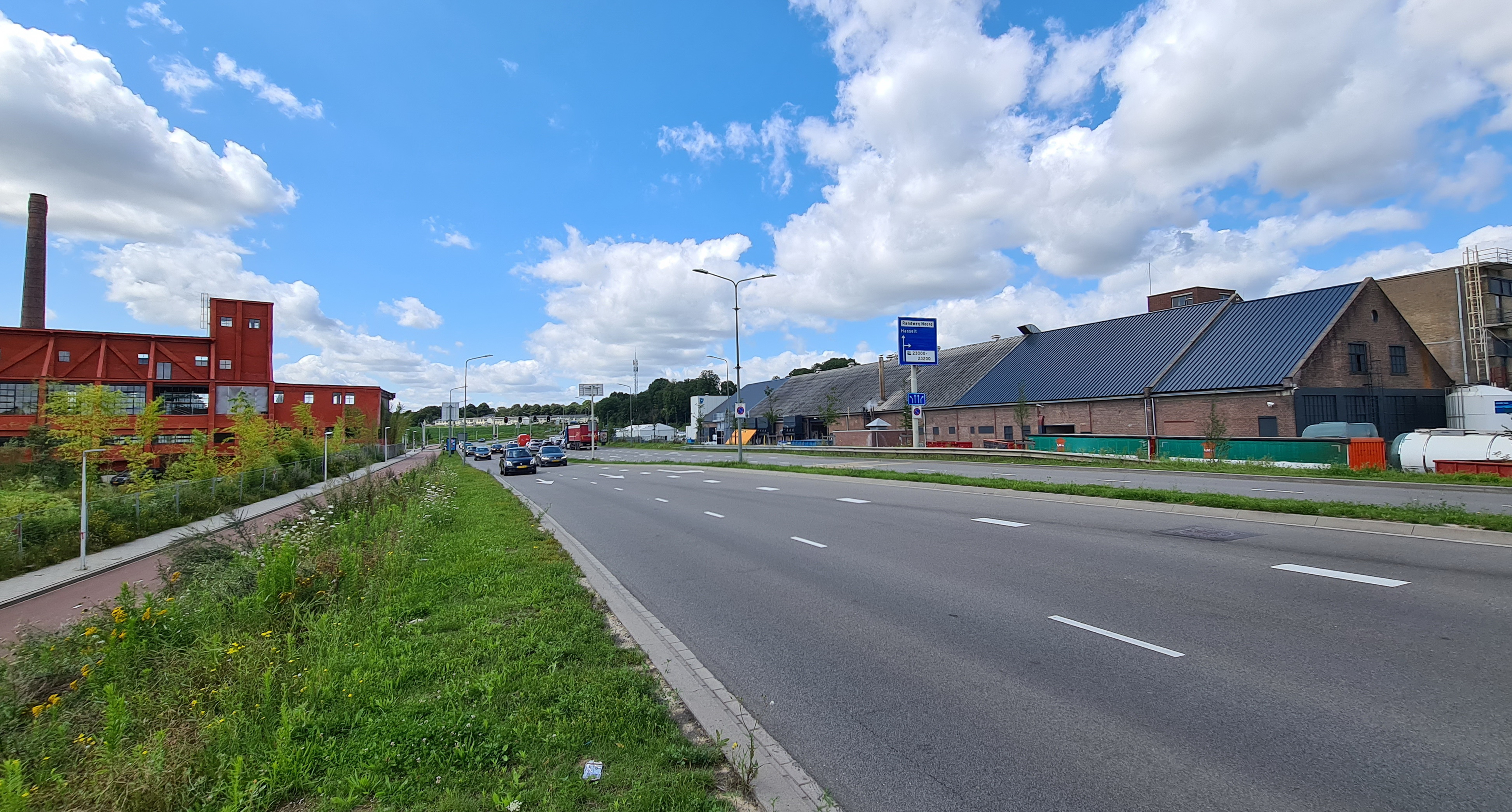
Noorderbrugsingel, Cokesfabriek en Rubber Resources
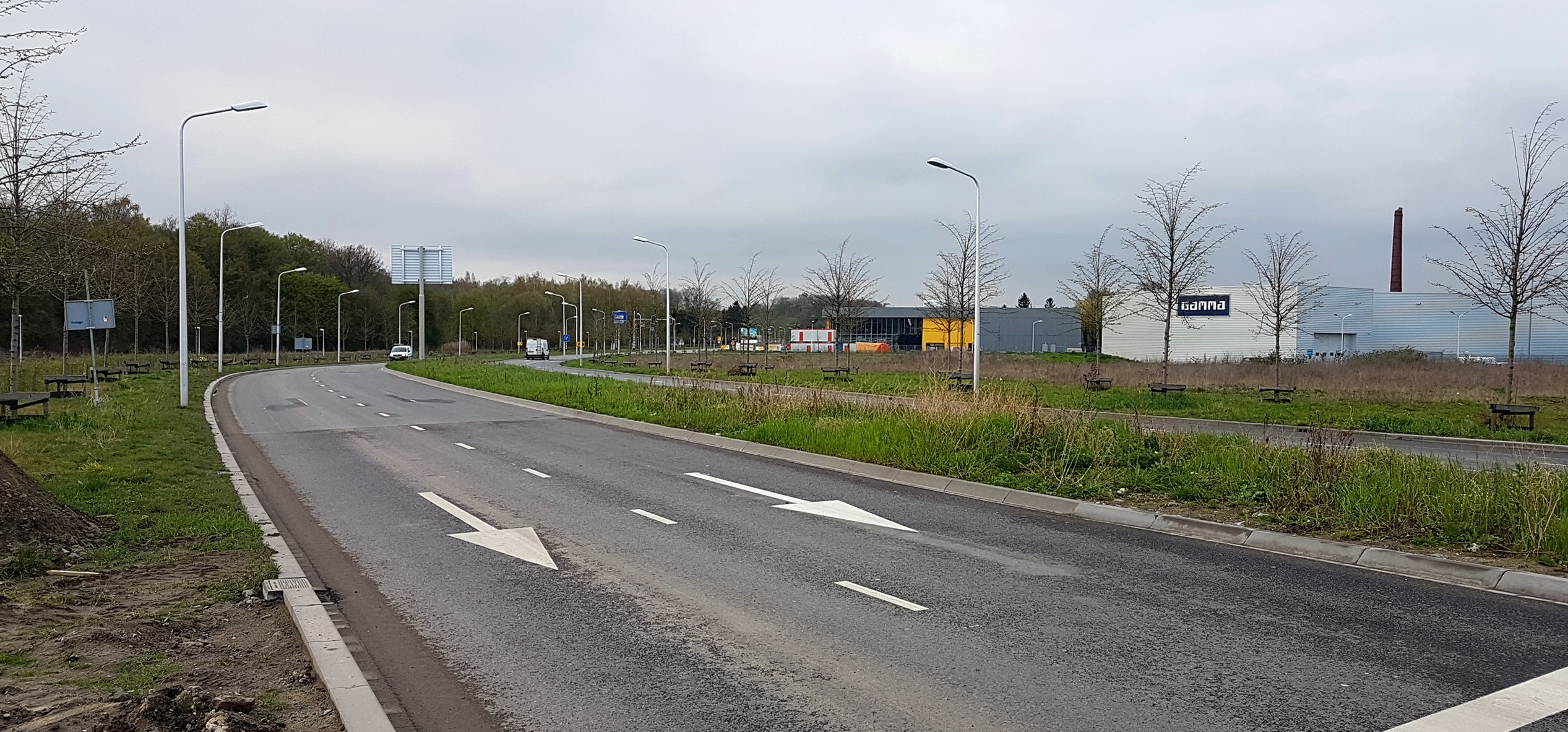
Belvédèrelaan en bouwmarkten
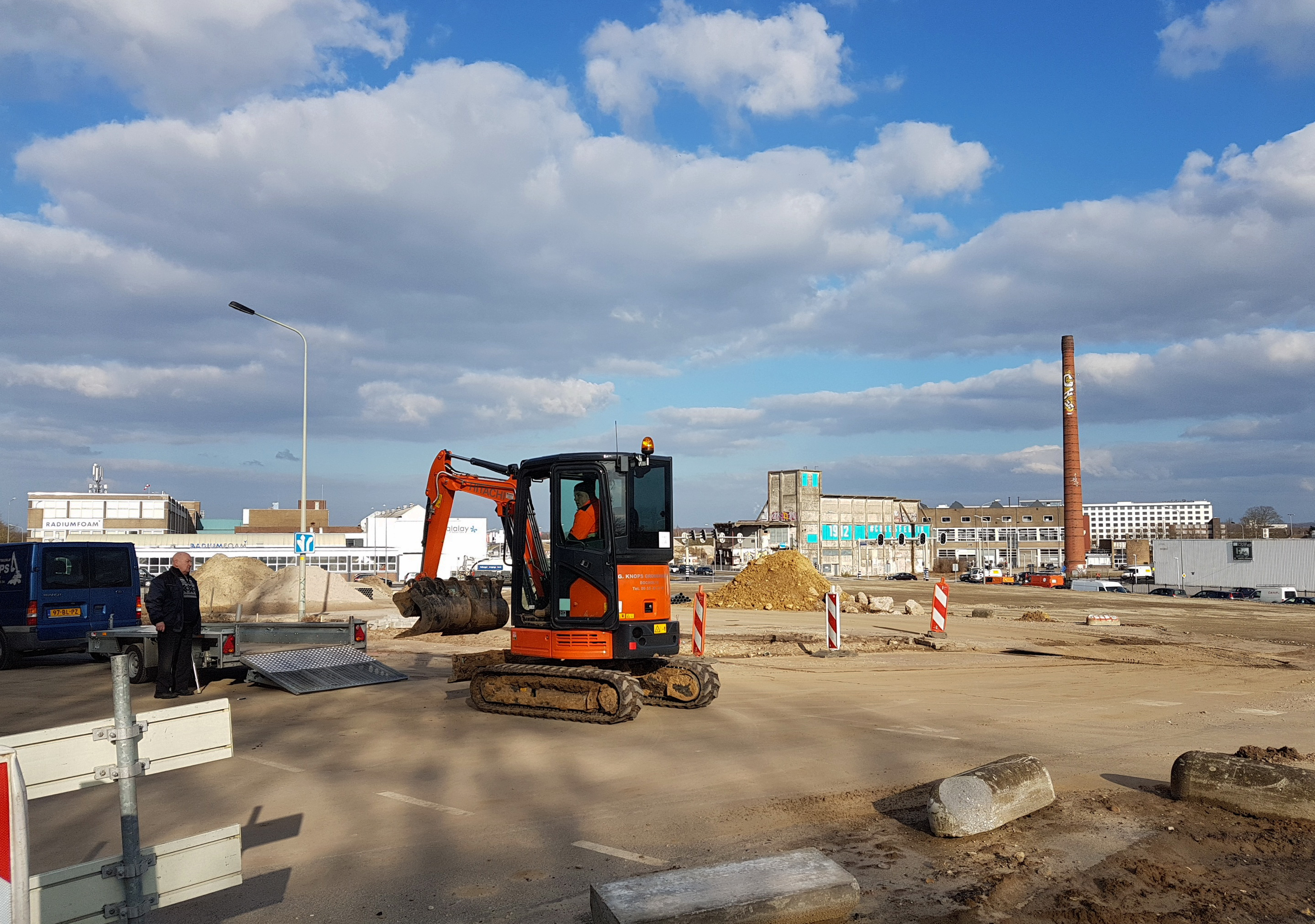
Wegreconstructie Fort Willemweg-Cabergerweg